# 斯托羅日內茨

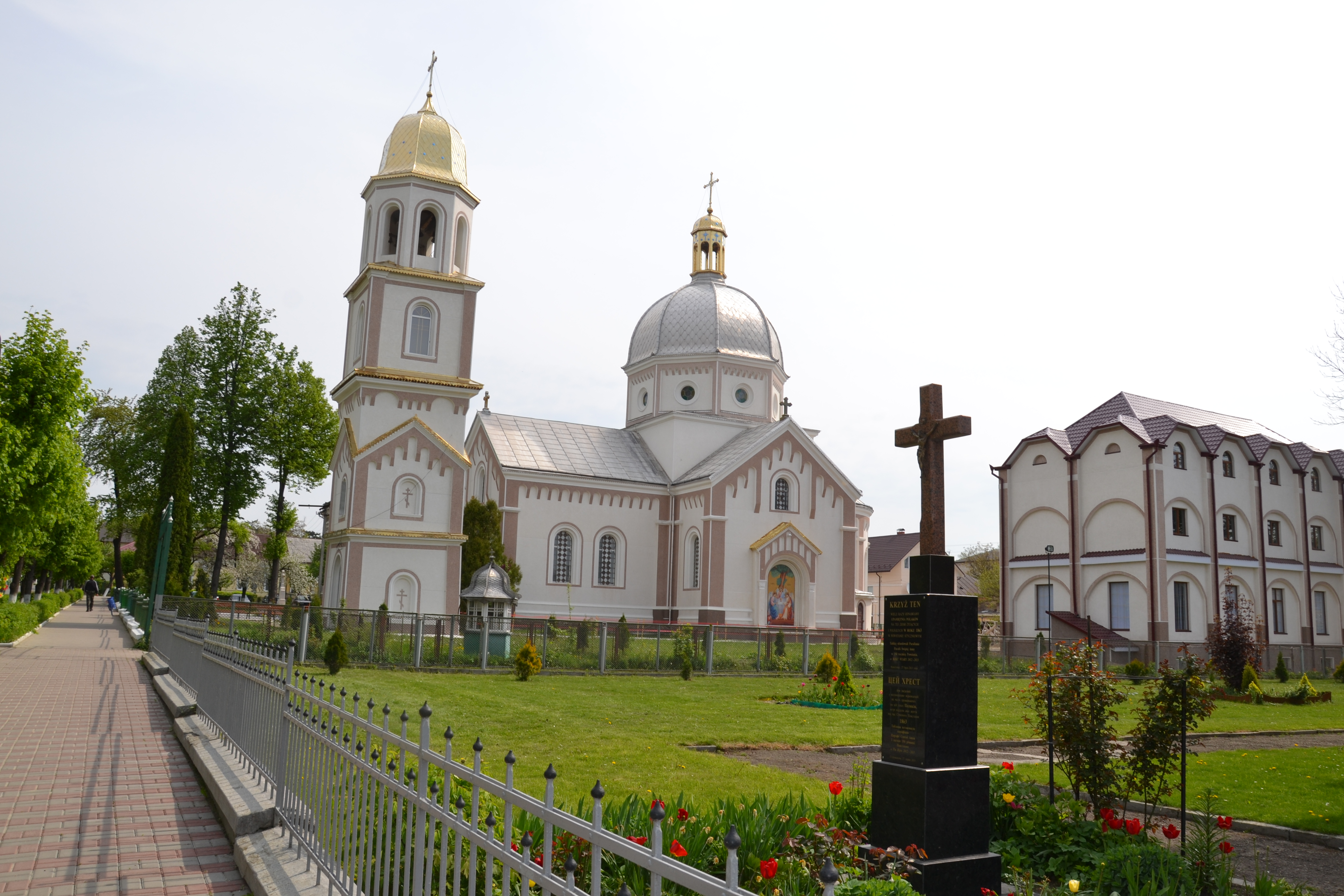
当地教堂

斯托羅日內茨（羅馬化：Storozhynets）是位於烏克蘭西部切爾諾夫策州的城市，原為斯托羅日內茨區首府，現由切爾諾夫策區的斯托羅日內茨市鎮管轄。該市距離州府切爾諾夫策約20公里，毗鄰與羅馬尼亞接壤的邊境，面積5.8平方公里，海拔高度366米，2011年人口14,506。

## 外部連結
- History of the Jews in Bukovina （页面存档备份，存于）(German: Geschichte der Juden in der Bukowina)
- Storozhynets Jews Memorial Web Page
- The Storojinet Association